# Alfons Luczny
Alfons Luczny (4 de junio de 1894 - 12 de agosto de 1985) fue un general alemán en la Luftwaffe durante la II Guerra Mundial. Fue condecorado con la Cruz de Caballero de la Cruz de Hierro de la Alemania Nazi. Luczny se rindió a las tropas estadounidenses en mayo de 1945, siendo después entregado a las fuerzas soviéticas. Condenado como criminal de guerra en la Unión Soviética, fue retenido hasta octubre de 1955.

## Condecoraciones
- Cruz de Caballero de la Cruz de Hierro el 9 de junio de 1944 como Generalleutnant y comandante de la 2. Flak-Division (mot.)[1]